# Arondismentul 6 din Paris
Arondismentul 6 (în franceză 6e arrondissement) este unul dintre cele douăzeci de arondismente din Paris. Este situat în centrul orașului, pe malul stâng al fluviului Sena. Acoperă cea mai mare parte din cartierul Saint-Germain-des-Prés. Este delimitat la nord de Sena și de arondismentul 1, la est de arondismentul 5, la vest de arondismentul 7 și la sud de arondismentele 14 și 15.

## Demografie
| An                      | Populație | Densitate (loc. pe km²) |
| ----------------------- | --------- | ----------------------- |
| 1861                    | 95.031    |                         |
| 1866                    | 99.115    |                         |
| 1872                    | 90.288    | 41.994                  |
| 1911 (vârf de populare) | 102.993   | 47.815                  |
| 1954                    | 88.200    | 41.023                  |
| 1962                    | 80.262    | 37.262                  |
| 1968                    | 70.891    | 32.911                  |
| 1975                    | 56.331    | 26.152                  |
| 1982                    | 48.905    | 22.704                  |
| 1990                    | 47.891    | 22.234                  |
| 1999                    | 44.919    | 20.854                  |
| 2006                    | 45.278    | 21.060                  |

## Administrație

### Primăria
| Alegere | Nume              | Partid  | Mențiuni                                        |
| ------- | ----------------- | ------- | ----------------------------------------------- |
| 1983    | Pierre Bas        | RPR     | Ales în 1983.                                   |
| 1989    | François Collet   | RPR     | Ales în 1989, decedat în cursul mandatului său. |
| 1994    | Jean-Pierre Lecoq | RPR/UMP | Ales în 1994, 1995, 2001, 2008 și 2014.         |

## Locuri

### Instituții publice
- Collège Stanislas
- Lycée Montaigne din Paris
- Lycée Fénelon din Paris
- École alsacienne
- École nationale supérieure des mines de Paris
- EHESS (École des Hautes Études en Sciences Sociales)
- Institut de France
- Palatul Luxembourg, sediul Senatului francez
- Universitatea Paris 2 Panthéon-Assas
- Universitatea Paris Cité

### Principalele monumente
- Monumente religioase
  - Église Saint-Germain-des-Prés;

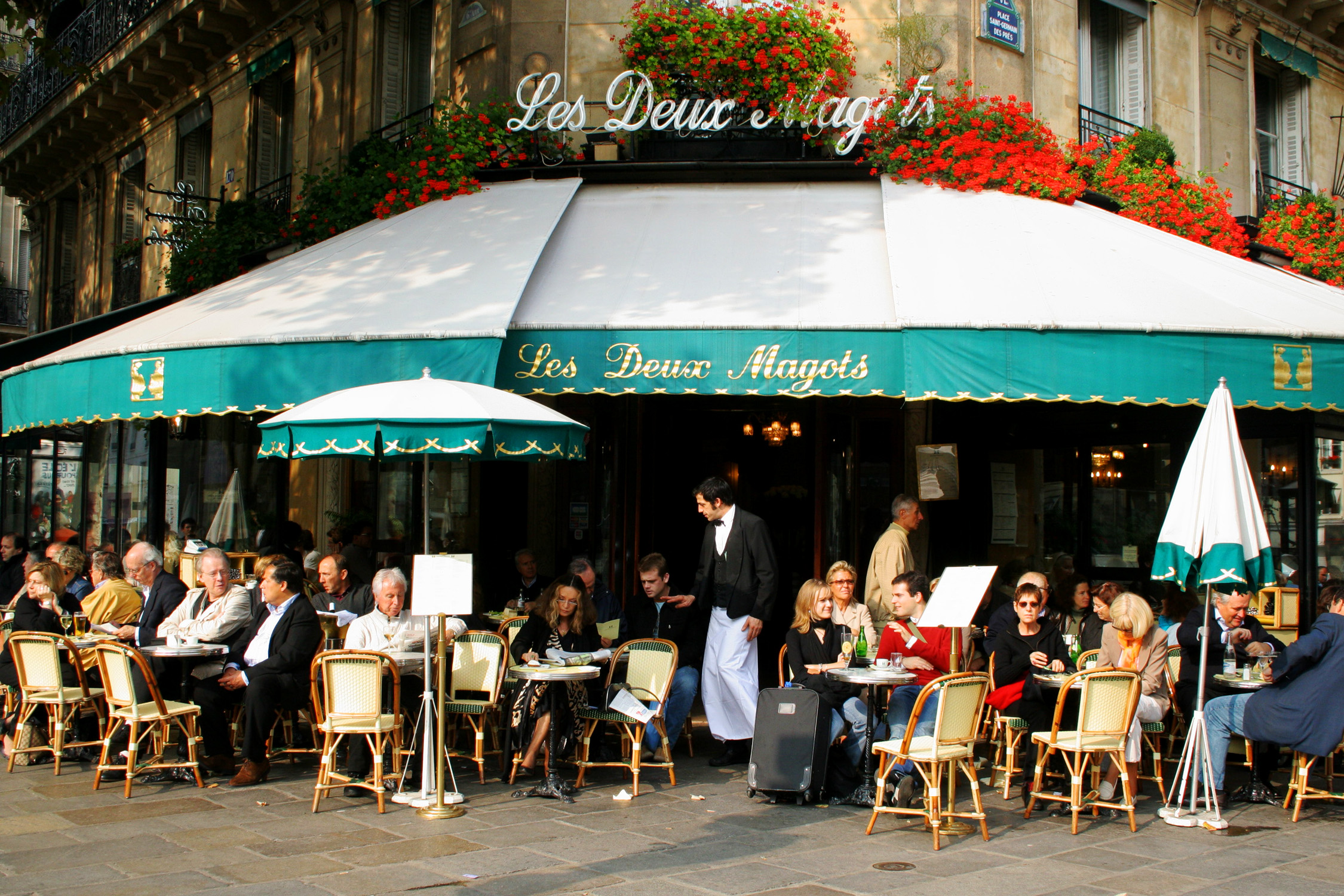
Les Deux Magots

  - Cimitirul Montparnasse, unde este înmormântat sculptorul Constantin Brâncuși;
  - Église Saint-Sulpice;
  - Église Saint-Joseph-des-Carmes;
  - Église Notre-Dame-des-Champs;

- Monumente civile
  - Hôtel de la Monnaie;
  - Pont des Arts;
  - Pont Neuf;

- Cafenele
  - Café de Flore;
  - Les Deux Magots;
  - Le Procope;

- Parcuri și grădini
- Grădina Luxemburg;
- Grădina Observatorului;
- Jardin des Grands explorateurs.

## Legături externe
- Site-ul oficial